# DDR4 SDRAM
Ne doit pas être confondu avec GDDR4.

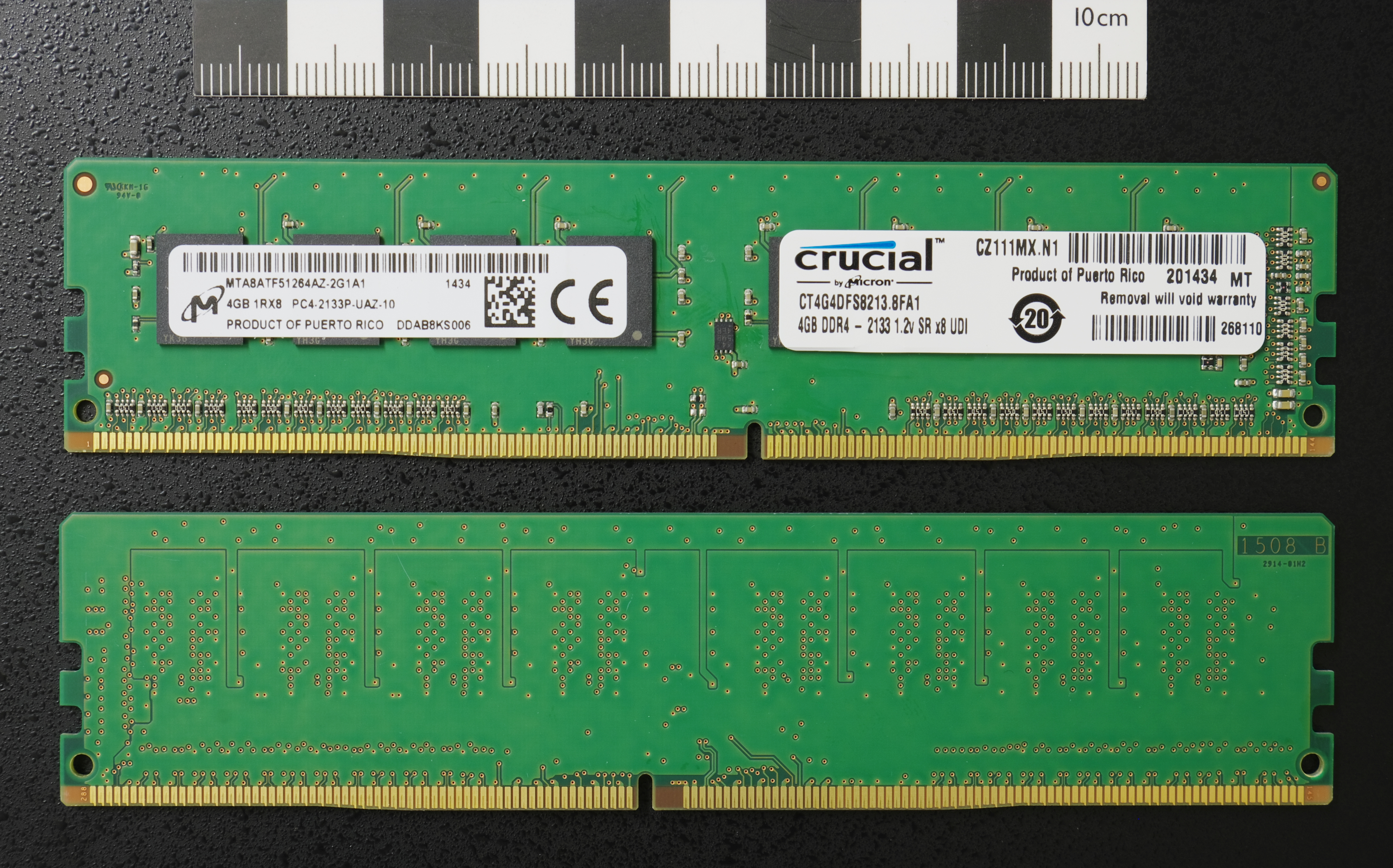
DDR4 SDRAM.

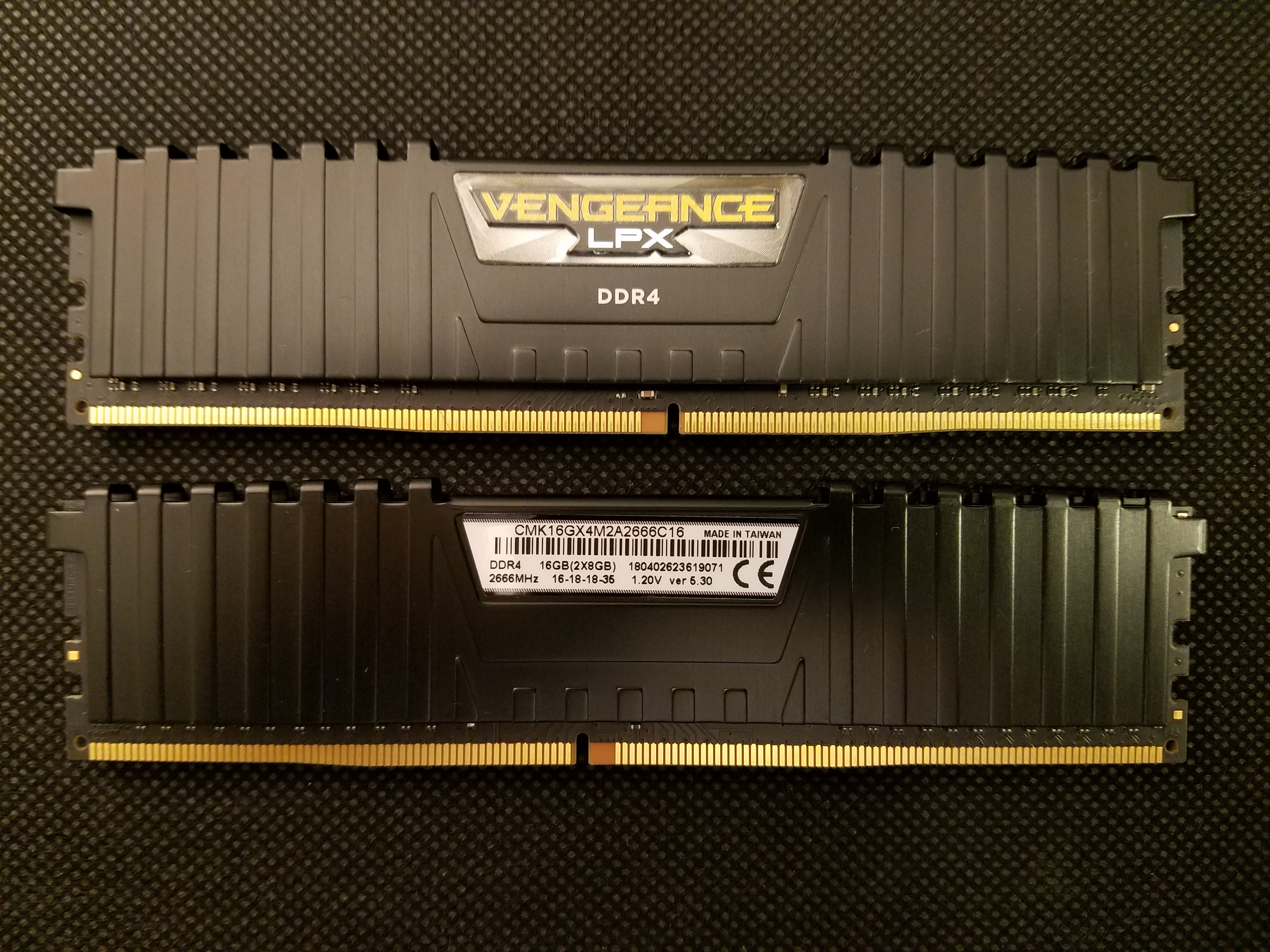
2 barrettes DDR4 de 8 Gio chacune.

La DDR4 SDRAM (Double Data Rate 4th generation Synchronous Dynamic Random Access Memory) est un type de mémoire vive dynamique qui succède à la DDR3 SDRAM. Elle est notamment mise en avant par les fabricants pour une consommation énergétique moindre par rapport à la version précédente. Le taux de transfert va de 1,6 GT/s à 3,2 GT/s[Quand ?] pour une tension nominale de 1,2 V.

## Description
La DDR4 SDRAM, qui est connue sous la forme simplifiée DDR4 (à ne pas confondre avec la GDDR4), est destinée à être progressivement utilisée dans les ordinateurs personnels commercialisés à partir de l'année 2014. La finalisation des spécifications a été annoncée en 2012, alors que la démocratisation au grand public n'était initialement attendue que vers 2015.
Le terme anglais « DDR4 SDRAM » pour Double Data Rate 4th generation Synchronous Dynamic Random Access Memory, signifiant « mémoire, à accès direct, à double débit de données, de quatrième génération ». La DDR4 doit offrir des améliorations de performances tout en diminuant la consommation électrique. On passerait à des tensions comprises entre 1,2 et 1,5 V voire 1,05 V avec les versions basse consommation.
Les modules de DDR4 conformes à la norme JEDEC sont disponibles pour une fréquence d'utilisation (bus I/O) allant jusqu'à 1 600 MHz pour la DDR4-3200.

## Historique
Selon Qimonda en août 2008, les premières barrettes fonctionneront à un taux de transfert de 2 133 MT/s avec une tension de seulement 1,2 V contre 1,5 V pour la DDR3 et 1,8 V pour la DDR2.
En février 2009, Samsung a réalisé une chip DRAM sur 40 nm, cela peut être considéré comme une étape importante vers le processus de développement de DDR4 SDRAM.
En janvier 2011, Samsung annonce la réalisation d'un module mémoire DDR4 d'une capacité de 2 Gio dont les puces sont gravées en 30 nm. Ce module a une bande passante maximale de 2,133 GT/s et fonctionne avec une tension de 1,2 V contre 1,5 V pour les modules DDR3. Cette baisse de tension couplée avec l'introduction de la technologie Pseudo open drain (POD) qui réduit de moitié le courant électrique nécessaire à la lecture et l'écriture des données, entraîne une réduction de 40 % de la consommation du module par rapport à un module DDR3 équivalent.
Le 30 août 2013 Samsung annonce la production en masse de ses premières barrettes DDR4.
En 2019, la barre des 3 GT/s est franchie. En 2021, la barre des 4,6 GT/s est atteinte , mais à la suite de l'arrêt du support par AMD (2022) et prochainement par Intel (2024), il semble peu probable qu'un fabricant investisse pour rendre la DDR4 plus performante.
En septembre 2022, AMD lance sa gamme de processeurs à sockets AM5 utilisant de la DDR5 sans support de la DDR4, Intel devient donc le dernier fabricant de processeur à supporter la DDR4 dans ses nouveaux modèles.
Intel devrait arrêter de supporter la DDR4 à partir de ses sockets LGA 1851 dont la sortie est prévue pour 2024.

## Modules

### Conception des modules

Comparaison des modules DIMM DDR, DDR2, DDR3 et DDR4 SDRAM

La mémoire DDR4 est fournie dans des barrettes de mémoire DIMM (Dual Inline Memory Module) à 288 contacts, de taille similaire à celle des DIMM DDR3 à 240 contacts. Les modules de RAM DDR4 sont dotés de contacts plus rapprochés de 0,85 mm par rapport à l’espacement de 1,0 mm de la DDR3, ce qui permet une densité de contacts plus élevée dans la même longueur DIMM standard de 133,35 mm (5 pouces). La hauteur des modules DDR4 est légèrement augmentée, passant de 30,35 mm (1,2 pouce) à 31,25 mm (1,23 pouce) pour faciliter le routage du signal. De plus, l’épaisseur des modules DDR4 a été augmentée de 1,0 mm à 1,2 mm pour prendre en charge davantage de couches de signaux, améliorant ainsi les performances et la fiabilité globales. Les modules DIMM DDR4 sont dotés d’un connecteur au bord légèrement incurvé, de sorte que toutes les contacts ne sont pas engagés en même temps lors de l’insertion du module, ce qui réduit la force d’insertion.
Les SO-DIMM DDR4 ont 260 contacts au lieu des 204 contacts des SO-DIMM DDR3, espacées de 0,5 mm au lieu de 0,6 mm, et sont plus larges de 2,0 mm (69,6 mm contre 67,6 mm), mais leur hauteur reste la même, soit 30 mm.
Pour sa microarchitecture Skylake, Intel a conçu un module SO-DIMM nommé UniDIMM, qui peut être équipé de puces DDR3 ou DDR4. Dans le même temps, le contrôleur mémoire intégré (IMC) des processeurs Skylake est annoncé comme étant capable de fonctionner avec l’un ou l’autre type de mémoire. L’objectif des UniDIMM est d’aider à la transition du marché de la DDR3 vers la DDR4, où le prix et la disponibilité peuvent rendre indésirable le changement de type de RAM. Les UniDIMM ont les mêmes dimensions et le même nombre de contacts que les SO-DIMM DDR4 ordinaires, mais l’encoche du connecteur de bord est placée différemment pour éviter une utilisation accidentelle dans des supports SO-DIMM DDR4 incompatibles.

### Modules standard DDR4 JEDEC
Paramètres de timing :
- latence CAS (CL) : nombre de cycles d'horloge entre l’envoi d’une adresse de colonne à la mémoire et le début de la réception des données ;
- tRCD : nombre de cycles d’horloge entre l'activation de la ligne et les lectures/écritures ;
- tRP : nombre de cycles d’horloge entre la précharge et l'activation de la rangée.

DDR4-, suivi de quatre chiffres, indique le taux de transfert de données qui est normalement utilisé pour décrire les puces DDR.
PC4-, suivi de cinq chiffres, indique la bande passante, en mégaoctets par seconde, et ne s’applique qu’aux modules (modules DIMM assemblés). Étant donné que les modules de mémoire DDR4 transfèrent les données sur un bus de 8 octets (64 bits de données) de large, la bande passante maximale du module (en Mo/s) est calculée en multipliant par huit le nombre de transferts par seconde.
| Nom standard,                                | Fréquence mémoire (MHz) | Fréquence bus I/O (MHz) | Taux de transfert (MT/s) | Dénomination du module | Bande passante (Mo/s) | Timings (CL-tRCD-tRP)               | Latence CAS (ns)     |
| -------------------------------------------- | ----------------------- | ----------------------- | ------------------------ | ---------------------- | --------------------- | ----------------------------------- | -------------------- |
| DDR4-1600J* DDR4-1600K DDR4-1600L            | 200                     | 800                     | 1 600                    | PC4-12800              | 12 800                | 10-10-10 11-11-11 12-12-12          | 12.5 13,75 15        |
| DDR4-1866L* DDR4-1866M DDR4-1866N            | 233,33                  | 933,33                  | 1 866,67                 | PC4-14900              | 14 933,33             | 12-12-12 13-13-13 14-14-14          | 12,857 13,929 15     |
| DDR4-2133N* DDR4-2133P DDR4-2133R            | 266,67                  | 1 066,67                | 2 133,33                 | PC4-17000              | 17 066,67             | 14-14-14 15-15-15 16-16-16          | 13,125 14,063 15     |
| DDR4-2400P* DDR4-2400R DDR4-2400T DDR4-2400U | 300                     | 1 200                   | 2 400                    | PC4-19200              | 19 200                | 15-15-15 16-16-16 17-17-17 18-18-18 | 12,5 13,33 14,16 15  |
| DDR4-2666T DDR4-2666U DDR4-2666V DDR4-2666W  | 325                     | 1 333                   | 2 666                    | PC4-21333              | 21 333                | 17-17-17 18-18-18 19-19-19 20-20-20 | 12,75 13,50 14,25 15 |
| DDR4-2933V DDR4-2933W DDR4-2933Y DDR4-2933AA | 366,6                   | 1 466,5                 | 2 933                    | PC4-23466              | 23 466                | 19-19-19 20-20-20 21-21-21 22-22-22 | 12,96 13,64 14.32 15 |
| DDR4-3200W DDR4-3200AA DDR4-3200AC           | 400                     | 1 600                   | 3 200                    | PC4-25600              | 25 600                | 20-20-20 22-22-22 24-24-24          | 12,50 13,75 15       |